# Nguyễn Thị Thu Hà (Ninh Bình)
Nguyễn Thị Thu Hà (sinh năm 1970) là một nữ chính khách Việt Nam. Bà hiện là Ủy viên Ban Chấp hành Trung ương Đảng Cộng sản Việt Nam khóa XIII, Phó Chủ tịch - Tổng Thư ký Ủy ban Trung ương Mặt trận Tổ quốc Việt Nam khóa IX, nhiệm kỳ 2019-2024, nguyên Bí thư Tỉnh ủy Ninh Bình. Bà hiện cũng là Đại biểu Quốc hội khóa XV nhiệm kì 2021-2026.

## Tiểu sử
Bà sinh ngày 27/5/1970 tại xã Ninh Tiến, thành phố Ninh Bình, tỉnh Ninh Bình.
Trình độ chuyên môn: PGS.TS Tâm lý học.
Trình độ lý luận chính trị: Cử nhân.
Anh trai bà là ông Nguyễn Hoàng Hiệp, hiện giữ chức Thứ trưởng Bộ Nông nghiệp và Phát triển Nông thôn.

## Quá trình công tác

### Hội Liên hiệp Phụ nữ Việt Nam
Từ tháng 3/2010 đến tháng 3/2012: Ủy viên Đoàn Chủ tịch, Giám đốc Trường cán bộ phụ nữ Trung ương nay là Học viện Phụ nữ Việt Nam
Từ tháng 5/2012 đến tháng 3/2014: Giám đốc Học viện Phụ Nữ Việt Nam
Từ tháng 3/2012 đến tháng 2/2014: Ủy viên Đoàn Chủ tịch, Phó Chủ tịch Hội LHPN Việt Nam kiêm Giám đốc Học viện
Từ tháng 3/2014 đến tháng 11/2015: Phó Bí thư Tỉnh ủy Vĩnh Long
Tại Hội nghị Ban Chấp hành TƯ Hội LHPN Việt Nam lần thứ 7, ngày 25/12/2015 được bầu là Phó Chủ tịch Hội LHPN Việt Nam
Tại Đại hội Đảng toàn quốc lần thứ XII, được bầu vào Ban Chấp hành Trung ương Đảng Cộng sản Việt Nam.
Hội nghị lần thứ 8 Ban Chấp hành Trung ương Hội LHPNVN khóa XI (ngày 8/4/2016), bà Nguyễn Thị Thu Hà, Ủy viên TƯ Đảng, Phó Chủ tịch Hội LHPNVN, đã được bầu làm Chủ tịch Hội LHPNVN khóa XI (nhiệm kỳ 2012 – 2017).
Ngày 9/3/2017, Đại hội báo cáo kết quả phiên họp thứ nhất của BCH T.Ư Hội Liên hiệp Phụ nữ (LHPN) Việt Nam khóa XII. Hội nghị đã bầu Đoàn Chủ tịch gồm 31 ủy viên; đồng chí Nguyễn Thị Thu Hà, Ủy viên T.Ư Đảng, Chủ tịch Hội LHPN khóa XI tiếp tục được bầu làm Chủ tịch Hội LHPN khóa XII, nhiệm kỳ 2017 - 2022.

### Tỉnh ủy Ninh Bình
Ngày 24/4/2020, Ban Tổ chức Trung ương công bố Quyết định số 1961-QĐNS/TW ngày 28/3/2020 của Bộ Chính trị phân công, chỉ định bà tham gia Ban Chấp hành, Ban Thường vụ và giữ chức vụ Bí thư Tỉnh ủy Ninh Bình nhiệm kỳ 2015 - 2020.
Ngày 8/5/2020, Thay mặt Ủy ban Thường vụ Quốc hội, Chủ tịch Quốc hội Nguyễn Thị Kim Ngân đã ký Nghị quyết số 937/NQ-UBTVQH14 về việc chuyển sinh hoạt đoàn đại biểu Quốc hội đối với bà Nguyễn Thị Thu Hà.
Theo đó, bà Nguyễn Thị Thu Hà chuyển sinh hoạt từ đoàn đại biểu Quốc hội tỉnh Bắc Giang đến đoàn đại biểu Quốc hội tỉnh Ninh Bình.
Ngày 19/5/2020, bà Nguyễn Thị Thu Hà, Ủy viên Trung ương Đảng, Bí thư Tỉnh ủy Ninh Bình được bầu làm Trưởng đoàn Đại biểu Quốc hội tỉnh Ninh Bình, nhiệm kỳ 2016 -2021, thay đồng chí Nguyễn Thị Thanh đã được điều động về Trung ương và bổ nhiệm chức vụ mới.
Ngày 4/6/2020, Tại Nghị quyết số 946, Ủy ban Thường vụ Quốc hội đã phê chuẩn kết quả bầu bà Nguyễn Thị Thu Hà - Bí thư Tỉnh ủy Ninh Bình, đại biểu Quốc hội khóa XIV - giữ chức vụ Trưởng Đoàn đại biểu Quốc hội khóa XIV tỉnh Ninh Bình.
Ngày 22 tháng 10 năm 2020, Đồng chí Nguyễn Thị Thu Hà, Ủy viên Trung ương Đảng, Bí thư Tỉnh ủy nhiệm kỳ 2015-2020, Trưởng Đoàn ĐBQH tỉnh được tín nhiệm bầu giữ chức Bí thư Tỉnh ủy Ninh Bình khóa XXII, nhiệm kỳ 2020-2025.
Ngày 30 tháng 1 năm 2021, Tại Đại hội đại biểu toàn quốc lần thứ XIII của Đảng, đồng chí được bầu là Ủy viên Ban Chấp hành Trung ương Đảng Cộng sản Việt Nam khoá XIII, nhiệm kỳ 2021-2026.

### Ủy ban Trung ương Mặt trận Tổ quốc Việt Nam
Ngày 15/3/2023, Tại Hội nghị Đoàn chủ tịch Ủy ban Trung ương Mặt trận Tổ quốc Việt Nam bà Nguyễn Thị Thu Hà được 100% đại biểu có mặt nhất trí cử giữ chức Phó Chủ tịch - Tổng Thư ký Mặt trận Tổ quốc khóa IX, nhiệm kỳ 2019-2024.
Trước đó, Bộ Chính trị quyết định bà Nguyễn Thị Thu Hà thôi tham gia Ban Chấp hành, Ban Thường vụ và thôi giữ chức Bí thư Tỉnh ủy Ninh Bình; điều động bà giữ chức Phó bí thư Đảng đoàn MTTQ Việt Nam, giới thiệu hiệp thương giữ chức Phó chủ tịch, Tổng Thư ký Mặt trận Tổ quốc nhiệm kỳ 2019-2024.
Ngày 12 tháng 5 năm 2023, tại Hà Nội, Đảng ủy Khối các cơ quan Trung ương và Đảng ủy Cơ quan Trung ương MTTQ Việt Nam đã tổ chức Hội nghị công bố quyết định chỉ định Bí thư Đảng ủy Cơ quan Trung ương MTTQ Việt Nam nhiệm kỳ 2020-2025. Ban Thường vụ Đảng ủy Khối các Cơ quan Trung ương quyết định chỉ định bà Nguyễn Thị Thu Hà, Ủy viên Trung ương Đảng, Phó Bí thư Đảng đoàn, Phó Chủ tịch – Tổng Thư ký UBTƯ MTTQ Việt Nam tham gia Ban Chấp hành, Ban Thường vụ và giữ chức Bí thư Đảng ủy Cơ quan Trung ương MTTQ Việt Nam nhiệm kỳ 2020-2025.
Ngày 3 tháng 2 năm 2025, tại Trụ sở Trung ương Đảng, Thường trực Ban Bí thư đã tổ chức Hội nghị công bố Quyết định của Bộ Chính trị về việc thành lập, chỉ định nhân sự của 4 Đảng bộ trực thuộc Trung ương, trong đó có Đảng bộ Mặt trận Tổ quốc, các đoàn thể Trung ương. Đại diện lãnh đạo Ban Tổ chức Trung ương cũng đã công bố Quyết định của Bộ Chính trị chỉ định bà Nguyễn Thị Thu Hà, Ủy viên Trung ương Đảng, Phó Chủ tịch - Tổng Thư ký Ủy ban Trung ương Mặt trận Tổ quốc Việt Nam giữ chức Phó Bí thư thường trực Đảng ủy.